# أحداث عرسال
بدأت أحداث عرسال مع بداية الانتفاضة السورية (2011) حيث دخل المدينة عشرات الآف من اللاجئين السوريين هربًا من المعارك في القلمون ولوقوف معظم سكان البلدة مع ميليشيات المعارضة السورية، قام الجيش السوري بقصف البلدة والتوغل فيها أكثر من مرة، لكن الأحداث وصلت إلى ذروتها في أغسطس من عام 2014 حيث استولى مقاتلوا جبهة النصرة على البلدة قبل أن تندلع مواجهات عنيفة مع الجيش اللبناني أسفرت عن مقتل العشرات واختطاف 27 جنديًا لبنانيًا، بقوا في قبضة جبهة النصرة حتى إطلاق سراحهم بوساطة قطرية، ولاتزال جبهة النصرة تسيطر على عرسال بحسب وزير الداخلية اللبناني نهاد المشنوق.

## خلفية
عرسال هي إحدى البلدات اللبنانية من قضاء بعلبك في محافظة البقاع شمال شرق لبنان، ولقربها من الحدود السورية أصبحت محطة لجوء ثان لأكثر من مئة وعشرين ألف سوري تدفق معظمهم من منطقة القلمون على وقع شدة المعارك بعد تهجيرهم الأول من بلداتهم في حمص.
وتوزع اللاجئون في كل زاوية من عرسال حتى باتت الزوايا تضيق بهم.
وتعتبر عرسال بالنسبة لأهالي القلمون الخيار الوحيد، نظرا أولا لقربها من المناطق التي تدور بها الحرب بين الجيش السوري والمعارضة المسلحة، وثانيا لأن غالبية سكان بلدة عرسال سنة مؤيدون للمعارضة السورية، إلا أن هذا النزوح فاق كل التوقعات وأثقل كاهل السكان قبل السلطات والمؤسسات الدولية المعنية باللجوء.

## بداية دخول القاعدة
نهاية العام 2011 قدم مندوب النظام السوري في الأمم المتحدة وثيقة إلى مجلس الأمن، تضمنت اتهاما للبنان بالسماح بتهريب الاسلحة والمقاتلين إلى سورية، وتحدثت الوثيقة عن تواجد لمقاتلي تنظيم القاعدة في بلدة عرسال البقاعية. وبعد شهر من هذا الاتهام صرح وزير الدفاع اللبناني فايز غصن بتصريح أشار فيه إلى تواجد للقاعدة في عرسال، ونفى ذلك في حينه رئيس الجمهورية العماد ميشال سليمان، ووزير الداخلية مروان شربل.

## التدخل السوري
قام الجيش السوري بقصف البلدة لعدة مرات منذ نهاية 2011، بحجة وجود قوات من المعارضة انسحبوا إلى البلدة بعد معارك القلمون، لكن القصف كان يطال بالدرجة الأولى اللاجئين السوريين الذين تقدر أعدادهم بعشرات الآلاف، مما أوقع عشرات القتلى والجرحى بينهم، كما توغل الجيش السوري في البلدة لأكثر من مرة وقام بزرع عدة ألغام واشتبك مع الأهالي وقتل وقَبض على عدة مواطنين لبنانيين ، مما دفع الجيش اللبناني إلى الرد وقصف مواقع الجيش السوري.

## معركة عرسال 2014

### التسلسل الزمني للمعركة
السبت في 2 أغسطس
اندلعت المعركة بعد توقيف الجيش اللبناني قائد «لواء فجر الإسلام» ومبايع «داعش» عماد أحمد جمعة في جرود البلدة، فقام مقاتلو جبهة النصرة وتنظيم الدولة بالسيطرة على البلدة واقتحام فصيلة درك عرسال وأسر 21 عنصراً، مما دفع الجيش اللبناني إلى استقدام التعزيزات إلى محيط البلدة، مما تسبب في سقوط 8 قتلى وعدد من الجرحى وحزب الله يرفع جهوزيته في المناطق الجردية القريبة من الجرود.
الأحد في 3 آب
ارتفاع عدد قتلى الجيش اللبناني إلى 10 وارتفاع عدد الأسرى العسكريين إلى ما فوق العشرين، سيطرة الجيش اللبناني على منطقتي وادي حميد والمصيدة واستعاد الجيش سيطرته على النقاط العسكرية التي استولى عليها المسلحون، واستعاد عقبة المبيضة، أما المسلحون فسيطروا على موقع للكتيبة 83 التابعة للجيش.
الاثنين في 4 آب
ارتفاع خسائر الجيش اللبناني إلى 14 قتيلاً و 86 جريحاً و 22 أسيراً والحكومة ترفض التفاوض مع من أسمتهم الإرهابيين، واستهداف موكب «هيئة العلماء المسلمين» لدى دخوله بلدة عرسال للتفاوض مع المسلحين، مما أدى إلى إصابة 4 منهم.
الثلثاء في 5 آب
نَفذت هدنة لساعات قليلة قبل الظهر أسفرت عن الإفراج عن ثلاثة من رهائن قوى الأمن الداخلي من ثلاث طوائف، اختارهم المسلحون، واحتفظوا بـ17 عنصراً من رفاقهم و 12 من عناصر الجيش اللبناني.
الأربعاء 6 آب
العاهل السعودي يعلن عن دعم للجيش اللبناني بقيمة مليار دولار، وجبهة النصرة تبدأ بالانسحاب من البلدة.
الخميس في 7 آب
الجيش اللبناني ينجح في تحرير 7 عناصر من قوى الأمن الداخلي كانوا محتجزين في عرسال.